# DIANNA☆SWEET
DIANNA☆SWEET(でぃあなすぃーと)は、かつて愛知県名古屋市の3人組で活動してきたローカルアイドルグループ。2017年（平成29年）3月に開催のワンマンライブをもって事実上、解散した。

## 略歴・人物
グループ名は「月の女神(DIANNA)のように美しく、スイーツ(SWEET)のように可愛らしく」のコンセプトに由来している。。
2013年（平成25年）11月、『初恋Revolution』でインディーズCDデビュー。。
2014年1月 ネット番組『でぃあなすうぃー党会議』を移行しSHOWROOM配信開始。同年8月 TOKYO IDOL FESTIVALに初参加。同月ネットニュースで「次に見つかるのはこのロコドル！」と紹介。11月15日に初の東京ワンマンライブを行う
2014年11月 4thシングル『DEEP SNOW』のPVの制作資金をクラウドファンディングで募るプロジェクトを立ち上げてファンディングに成功した事でも話題となった。
2015年2月 東京での定期公演開始。
2015年3月 ライブプロデューサーとして@JAMの総合プロデュースを手がける橋元恵一が参画することを発表した。
2017年3月 DIANNA☆SWEETワンマンライブ 永山風花・若葉愛・鈴木杏実卒業公演「SWEET BOUQUET」を愛知・名古屋ライブホールM.I.Dにて開き、一時活動を休止。

## メンバー

### メンバー
| 名前                      | 誕生日  | ニックネーム       | 血液型 | 特技         |
| ------------------------- | ------- | ------------------ | ------ | ------------ |
| 永山風花 (ながやまふうか) | 7月15日 | ふうちん           | A型    | 空手         |
| 若葉 愛 （わかばまな）    | 11月9日 | まぁちゃん         | O型    | バドミントン |
| 鈴木杏実 (すずきあずみ)   | 8月1日  | あずみん・すーさん | A型    | サックス     |

### 旧メンバー
- 岡本桃香(おかもとももか)（10月20日生まれ　2016年3月13日卒業）
- ジュリア萌(じゅりあもえ)（10月30日生まれ　2015年11月7日卒業）
- みなみ（12月3日生まれ　2014年7月26日卒業）

## 作品
※最高位はオリコンチャート週間ランキングによるもの

### シングル
| 枚  | 発売日     | タイトル        | カップリング | 最高位 |
| --- | ---------- | --------------- | --- | ------ |
| 1st | 2013/11/27 | 初恋Revolution  | SayYeah! | 149位  |
| 2nd | 2014/3/12  | SPIDER LOVE     | (TYPE-A) Fight! (TYPE-B) Hug you! Hug me! (TYPE-C) キミは誰推し!?白状しチャイナ!                                                                                   | 52位   |
| 3rd | 2014/7/2   | ICE CREAM MAGIC | (初回限定版/こだわり甘党祭り!LIVEDVD付) 恋はFusion! / BE CRAZY / GO AHEAD! (TYPE-A) 恋はFusion! / BE CRAZY / GO AHEAD! (TYPE-B) 恋はFusion! / BE CRAZY / GO AHEAD! | 15位   |
| 4th | 2015/1/21  | DEEP SNOW       | (TYPE-A) The twin tail! / 初恋Revolution 2015 (TYPE-B) LUCIFER / 初恋Revolution 2015 (TYPE-C) Always / 初恋Revolution 2015                                         | 15位   |
| 5th | 2015/7/29  | FIRE GIRL       | (TYPE-A) 会いたいよ (TYPE-B) Cherie! (TYPE-C) FIRE GIRL (REMIX) | 18位   |
| 6th | 2016/7/27  | Superhero       | (TYPE-A) VIP (TYPE-B) JAMMIN (TYPE-C) ずっと一緒 | 56位   |

## 出演

### ライブ・イベント
2014年
- 1st ワンマンライブinTOKYO「Who you?」(2014年11月15日 渋谷SOUND MUSEUM VISION)[11]

2015年
- 2ndワンマンライブinTOKYO「Renatus」(2015年4月11日 原宿アストロホール)[12]
- 3rdワンマンライブinTOKYO「Croissance」(2015年9月5日 渋谷WWW)[13]

### CM
- ディアナスウィート×スターキャット(スターキャットイメージガール、スターキャット・ケーブルネットワーク)[14][15]
- アヴァベルアイドル総選挙(アヴァベルオンライン、アソビモ)[16]
- ＜東海版＞お風呂あがりだョ! 全員集合!!「爽だ♪いい湯だな♪2015」(爽、ロッテ)[17]
- スガキヤ「地元の味」篇 (スガキコシステムズ)[18]

### テレビ
2014年 - 2015年
- MUSiC×iD（スカパー!）[19]

### ラジオ
- 柿原と流田のラジオ+（2014年9月27日 - 2015年4月5日、文化放送）レギュラー[20][21]
- DIANNA☆SHOW RADIO（2015年4月6日 - 2015年8月4日、ZIP-FM）レギュラー番組[22]
- アイドル3（2016年1月1日 - 、東海ラジオ) レギュラー[23]
- DEAR NUGGET(2016年4月5日- ZIP-FM) レギュラー[24]

### 雑誌
- MARQUEE(2014年10月10日-　MARQUEE INC.) 連載企画D☆SのCat's Walk[25]
- 月刊デ☆ビュー7月号(2014年5月31日発売、オリコン・エンタテインメント刊) グラビア＆ロングインタビュー[2][26]

### イメージキャラクター
- スターキャット・ケーブルネットワーク[14]

### 主題歌
- 怪盗ジョーカー エンディングテーマ『パレード・イリュージョン』(TOKYO MX)[27]

### ネットメディア
- Japanese kawaii idol music culture news(2015年4月30日-2015年10月9日　Tokyo Girls Update) Nagoya Gity Guide[28][29][30][31][32]
- DIANNA☆SWEETのでぃあなすうぃー党会議(SHOWROOM)[3]